# Gechadir
Gechadir (Armeens:Գեղադիր, tot 1935 genaamd Kjarpitsjloe) is een dorp in de regio Kotajk van Armenië.